# Семь разбойников Керкирских
Семь святых разбойников Керкирских (II век) — мученики керкирские. Дни памяти 27 апреля (по юлианскому календарю), 28 апреля, 29 апреля, в римском мартирологе — 20 апреля.
Семь святых разбойников Керкирских (лат. septem latrones) были умучены на острове Керкира (Корфу) во втором веке. Их имена Сатурнин 
(др.-греч. Σατορνίνος), Иакисхол (Ἰακισχόλος)), Фавстиан (Φαυστιανός), Иануарий (Ὶανουάριος), Марсалий (Μαρσάλιος), Евфрасий (Εὐφράσιος) и Маммий (Μάμμιος). Согласно греческим менологиям святые апостолы от семидесяти Иасон и Сосипатр, прибыли на остров на острове Керкира, чтобы проповедовать Евангелие Христово. По их проповедям многие обратились ко Господу, но сами апостолы были брошены в тюрьму, где и пребывали семь указанных разбойников. Святые апостолы преуспели в обращении разбойников, которые затем были выведены за пределы города и там преданы мученической смерти, будучи брошены в котлы, заполненные кипящими маслом и смолой.